# دمسيسة متعرجة
دمسيسة متعرجة أو أمبروزية متعرجة (الاسم العلمي: Ambrosia flexuosa) هي نوع من النباتات تتبع جنس الأمبروزية من الفصيلة النجمية.